# Hollywood Roosevelt Hotel

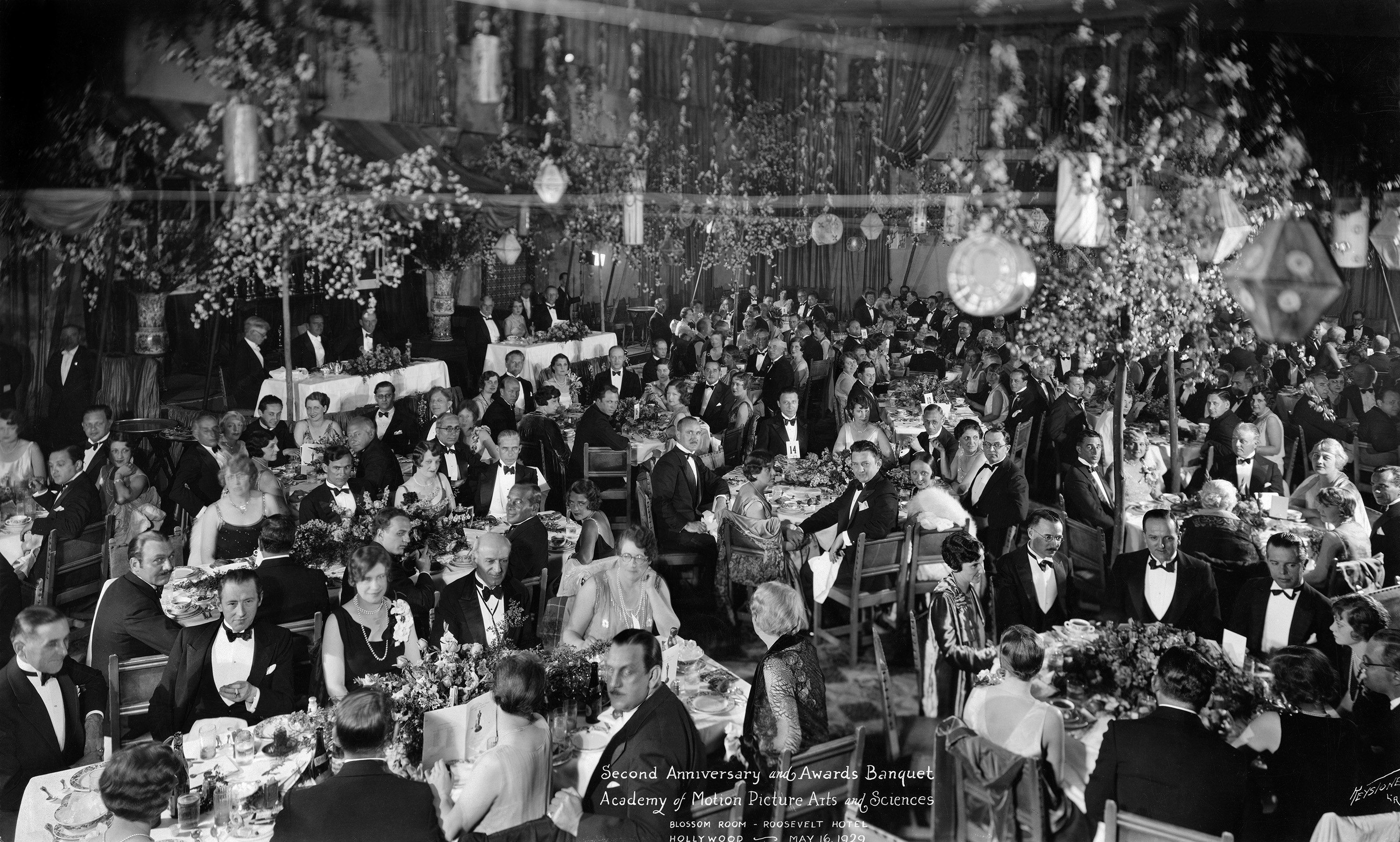
Oscarverleihung 1929 im Blossom Ballroom, u. a. an Emil Jannings

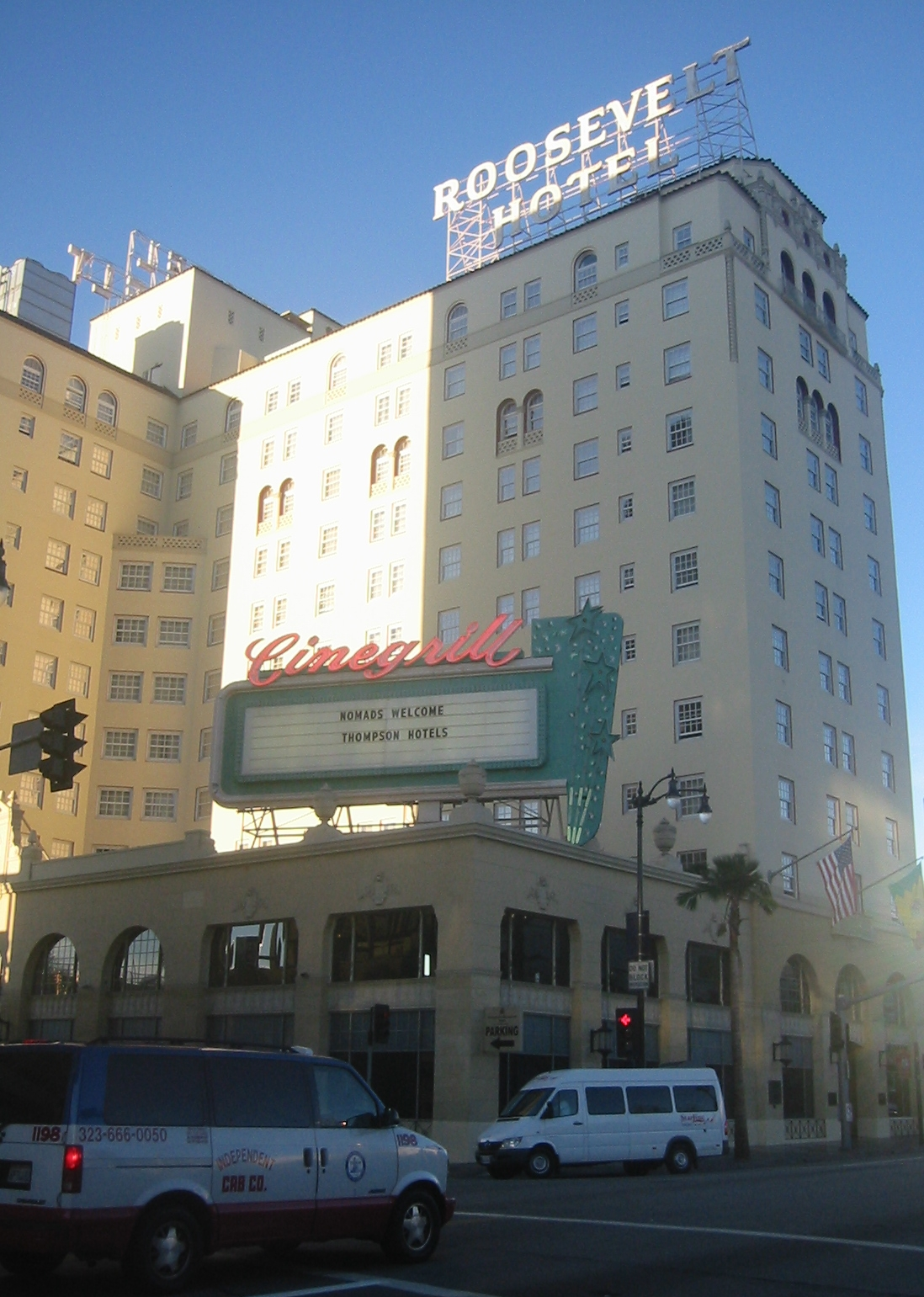
Das Roosevelt Hotel aktuell

Das Hollywood Roosevelt Hotel ist ein 1927 eröffnetes Luxushotel an der Adresse 7000 Hollywood Boulevard in Hollywood, Los Angeles, Kalifornien.
Das Hotel im damals populären „spanischen Stil“ wurde nach dem ehemaligen US-Präsidenten Theodore Roosevelt benannt und von einer Investorengruppe finanziert, zu der auch Douglas Fairbanks, Mary Pickford und Louis B. Mayer gehörten. Die Eröffnung des 300-Zimmer-Hotels fand am 15. Mai 1927 statt. Hier fand auch im Blossom Ballroom 1929 vor etwa 280 Gästen die erste Oscarverleihung statt.
Im Jahr 2005 wurde der Bau renoviert und gilt heute wieder als Attraktion des Nachtlebens von Los Angeles.